# Ізаска
Ізаска (італ. Isasca, п'єм. Isasca) — муніципалітет в Італії, у регіоні П'ємонт,  провінція Кунео.
Ізаска розташована на відстані близько 510 км на північний захід від Рима, 60 км на південний захід від Турина, 26 км на північний захід від Кунео.
Населення — 75 осіб (2014).
Покровитель — San Chiaffredo.

## Демографія
Населення за роками:

Станом на 1 січня 2023 року в муніципалітеті іноземці офіційно не проживали.

## Сусідні муніципалітети
- Бронделло
- Броссаско
- Мартініана-По
- Венаска